# Ensemble Aventure
Ensemble Aventure, 1986 in Freiburg gegründet, zählt zu den angesehensten europäischen Ensembles für Neue Musik.

## Überblick
Das Ensemble entstand im Umfeld der Hochschule für Musik Freiburg und setzt sich aus profilierten Instrumentalisten und Instrumentalistinnen zusammen, die in wechselnden Besetzungen musizieren. Sein Repertoire reicht von Werken der Zweiten Wiener Schule, der New York School und der Darmstädter Schule, Dada, Fluxus und Konzeptkunst, Werke verdrängter und vergessener Komponisten, aber auch viele ganz neue Musikstücke. 
Bereits im Debütkonzert 1986 wurde Edgar Varèses Octandre aufgeführt, für dessen Besetzung sowie viele weitere Konstellationen Kompositionsaufträge vergeben wurden. Insgesamt hat das Ensemble mehrere hundert Uraufführungen realisiert. Seit den frühen 1990er Jahren wird es regelmäßig zu internationalen Festivals eingeladen; Tourneen führten unter anderem nach Ostasien, Europa und wiederholt nach Lateinamerika.
Seit 1991 besteht eine Freiburger Konzertreihe mit in der Regel sechs Saisonkonzerten. 1995 fand das Ensemble in den Räumen der Elisabeth Schneider Stiftung einen festen Ort nicht nur für diese Konzertreihe, sondern auch für die Probenarbeit. Gründungsmitglied und künstlerischer Leiter von 1986 bis 2022 war Wolfgang Rüdiger, seit 2022 bilden Andrea Nagy, Akiko Okabe und Nicholas Reed ein dreiköpfiges Leitungsteam.
Neben der Konzerttätigkeit sind zahlreiche Einspielungen für den Südwestrundfunk und andere Rundfunkanstalten sowie rund dreißig CD-Aufnahmen entstanden. 1995 erhielt das Ensemble Aventure den Regio-Musikpreis der Europäischen Wirtschaft, 1996 und 1998 je einen Preis der deutschen Schallplattenkritik, 1996 und 2011 je einen Förderpreis der Ernst-von-Siemens-Musikstiftung und 2006 – für ein im Rahmen der Donaueschinger Musiktage gemeinsam mit Schülern präsentiertes John-Cage-Projekt – einen Preis der Kulturstiftung der Länder. Eine Freiburger Kultur- und Veranstaltungszeitung charakterisierte das Ensemble Aventure mit folgenden Worten:

„Es hat Komponisten wiederentdeckt, die im Nationalsozialismus verfemt waren. Es sucht den Kontakt zur außereuropäischen Musik. Es möchte aufrütteln und emotional bewegen, möchte Stachel sein und auf keinen Fall langweilen.“

## Künstlerische Entwicklung

### Gründung und frühe Ausrichtung
Die künstlerische Ausrichtung wurde von Beginn an durch Wolfgang Rüdiger geprägt. Bereits das erste Konzert kombinierte Varèses Octandre mit Los Cadadías von Coriún Aharonián – ein Hinweis auf die spätere enge Verbindung zur lateinamerikanischen Avantgarde. Das Repertoire umfasste neben zentralen Strömungen des 20. Jahrhunderts (Zweite Wiener Schule, New York School, Darmstädter Schule) auch performative und konzeptuelle Richtungen.

#### Verbindung zur lateinamerikanischen Avantgarde
Ein besonderer Schwerpunkt des Ensembles entwickelte sich in der Zusammenarbeit mit lateinamerikanischen Komponisten und Komponistinnen wie Coriún Aharonián, Graciela Paraskevaídis, Mariano Etkin, Juan Allende-Blin,  Rodolfo Acosta, Natalia Solomonoff, Hilda Paredes, Cecilia Villanueva, Vladimir Guicheff Bogacz oder Maximiliano Soto Mayorga. Tourneen führten das Ensemble nach Mexiko, Uruguay, Argentinien, Brasilien und Ecuador.

### Leitungswechsel und Neuausrichtung (ab 2022)
Mit dem Ende von Rüdigers Amtszeit übernahm 2022 ein neues künstlerisches Leitungsteam: Andrea Nagy (Klarinette), Akiko Okabe (Klavier) und Nicholas Reed (Schlagzeug). Gleichzeitig traten Meike Senker (Komponistin, Musiktheoreitkerin) und Tobias Schick (Komponist, Musikwissenschaftler) in führende organisatorische Rollen. Gemeinsam wurde eine stärkere Ausrichtung auf Community Music, Vermittlung und gesellschaftsnahe Konzertformate entwickelt.
2025 wurde der argentinische Komponist und Dirigent Beltrán González zum Artistic Manager des Ensembles ernannt – eine Entscheidung, die die gewachsene Verbindung zu Lateinamerika weiter stärkt.

## Mitglieder
- Phoebe Bognár, Flöte (seit 2024)
- Andrea Nagy, Klarinette (seit 2016, künstlerische Leitung seit 2022)
- Wolfgang Rüdiger, Fagott (Gründungsmitglied)
- Delphine Gauthier-Guiche, Horn (seit 2008)
- Akiko Okabe, Klavier (seit 2006, künstlerische Leitung seit 2022)
- Nicholas Reed, Schlagzeug (seit 2013, künstlerische Leitung seit 2022)
- Friedemann Amadeus Treiber, Violine[15]
- Ellen Fallowfield, Violoncello
- Katharina Schmauder, Viola
- Johannes Nied, Kontrabass (Gründungsmitglied)
- Beltrán González, Artistic Management (seit 2025)

## Informationsbasis